# Acragas
Acragas  (лат.) — род аранеоморфных пауков из подсемейства Amycinae в семействе пауков-скакунов (Salticidae). Представители рода распространены в странах Южной Америки.

## Этимология
Название рода происходит от греч. названия древнего сицилийского города Агридженто.

## Виды
- Acragas carinatus Crane, 1943 — Венесуэла
- Acragas castaneiceps Simon, 1900 — Бразилия
- Acragas erythraeus Simon, 1900 — Бразилия
- Acragas fallax (Peckham & Peckham, 1896) — Панама
- Acragas hieroglyphicus (Peckham & Peckham, 1896) — от Мексики до Панамы
- Acragas humaitae Bauab & Soares, 1978 — Бразилия
- Acragas humilis Simon, 1900 — Бразилия
- Acragas leucaspis Simon, 1900 — Венесуэла
- Acragas longimanus Simon, 1900 — Бразилия typus
- Acragas longipalpus (Peckham & Peckham, 1885) — Гватемала
- Acragas mendax Bauab & Soares, 1978 — Бразилия
- Acragas miniaceus Simon, 1900 — Перу, Бразилия
- Acragas nigromaculatus (Mello-Leitão, 1922) — Бразилия
- Acragas pacatus (Peckham & Peckham, 1896) — Центральная Америка
- Acragas peckhami (Chickering, 1946) — Панама
- Acragas procalvus Simon, 1900 — Перу
- Acragas quadriguttatus (F. O. P-Cambridge, 1901) —  от Мексики до Панамы
- Acragas rosenbergi Simon, 1901 — Эквадор
- Acragas trimaculatus Mello-Leitão, 1917 — Бразилия
- Acragas zeteki (Chickering, 1946) — Панама